# Shashūbay
Shashūbay är en ort i Kazakstan.   Den ligger i oblystet Qaraghandy, i den centrala delen av landet, 600 km sydost om huvudstaden Astana. Shashūbay ligger 341 meter över havet och antalet invånare är 3 563.
Terrängen runt Shashūbay är platt.  Trakten runt Shashūbay är nära nog obefolkad, med mindre än två invånare per kvadratkilometer. Närmaste större samhälle är Balchasj, 4,9 km nordväst om Shashūbay. 